# Toledo (Filipiny)
Toledo – miasto na Filipinach, na zachodnim wybrzeżu wyspy Cebu.
Liczba mieszkańców w 2003 roku wynosiła ok. 149 tys.